# ام‌بی‌کی
ام‌بی‌کی (انگلیسی: MBK) شرکت موتورسیکلت‌سازی فرانسوی است، که در سال ۱۹۸۴ تأسیس شد.